# Найман, Исаак Маркович
Исаак Маркович Найман (1904—1997) — советский химик, автор технологии производства пироксилина из древесной целлюлозы, лауреат Сталинской премии II степени. Генерал-майор.

## Биография
Родился в 1904 году в Барановичах. Вырос и учился в школе в Бобруйске.
В 1922 г. поступил в Московский электротехнический институт, после второго курса перевёлся в Днепропетровский горный институт на механический факультет. С 1926 по 1928 год обучался на целлюлозно-бумажном отделении Гренобльского политехнического института (Франция).
С 1928 года работал на заводе № 14 (Рошальский пороховой завод): инженер-химик (1928), помощник начальника, и. о. начальника первого производства (1929), инженер бюро рационализации (1930), начальник НИИ (1930—1932).
С 1932 г. — в Военно-химическом НИИ (с 1936 г. — НИИ-6) (Москва). Заведующий лабораторией по разработке технологии производства пороха из древесной целлюлозы (уже в 1933 г. была создана опытная установка).
С 1942 года начальник специального технического бюро (СТБ) НИИ-6.
В 1943 году — главный конструктор РМН-50 (Ручной миномёт Наймана).
В 1948 году защитил в ЛХТИ докторскую диссертацию «Исследования в области непрерывного производства пироксилина», но ВАК не выдала ему диплом из-за начавшейся борьбы с космополитизмом.
После этого был вынужден из НИИ-6 перейти в «Главкислород». С 1953 г. и до выхода на пенсию заведующий лабораторией средств индивидуальной защиты Всесоюзного научно-исследовательского института охраны труда ВЦСПС.

## Научная деятельность
Благодаря предложенной им технологии получения пироксилина из древесной целлюлозы производство пороха на 4 заводах (№ 9, 14, 40, 204) увеличилось с 47 000 тонн в 1938 году до 76 500 тонн в 1940 году при полной обеспеченности сырьём.

## Награды
- Генерал-майор (1944);
- Кандидат химических наук;
- Орден Красной Звезды (24.11.1942);
- Орден Трудового Красного Знамени (24.09.1944);
- Сталинская премия 2 степени (1946 год; в составе коллектива) — за разработку и внедрение в промышленность нового вида сырья для производства порохов, обеспечившего значительное увеличение выпуска боеприпасов.

## Труды
Автор воспоминаний о работе в 1930-е годы:
- И. М. Найман. Порох для Великой Отечественной. Наука и жизнь, № 6, 1991

Сочинения:
- Средства индивидуальной защиты на производстве [Текст] / И. М. Найман, З. Б. Полонский, П. Г. Хабаров. — [Москва] : Профиздат, 1954. — 200 с. : ил.; 20 см.
- Защита глаз на производстве / И. М. Найман // М., 1953. — 67с.